# Thomas Elms
Thomas G. Elms (* 15. September 1996 in Vancouver, British Columbia) ist ein kanadischer Schauspieler.

## Leben
Elms wurde in Vancouver, British Columbia geboren und besuchte dort die University of British Columbia. 2015 begann er seine Schauspielkarriere durch eine Rolle in dem Kurzfilm Their Son Ryan. In den nächsten Jahren folgten weitere Besetzungen in Kurzfilmen und in einzelnen Episoden verschiedener kanadischer und US-amerikanischer Fernsehserien. 2018 hatte er eine Nebenrolle in dem Spielfilm I Still See You – Sie lassen dich nicht ruhen, 2019 folgte eine Besetzung in dem Spielfilm Spiral. Seit 2019 ist er in der Fernsehserie The Order als magisch begabter Werwolf Hamish Duke zu sehen, seit 2020 spielt er außerdem in der Fernsehserie Motherland: Fort Salem mit.

## Filmografie
- 2015: Their Son Ryan (Kurzfilm)
- 2016: Aftermath (Fernsehserie, Episode 1x09)
- 2017: Timeless (Fernsehserie, Episode 1x16)
- 2017: Scarlett (Kurzfilm)
- 2018: Aurora Teagarden Mysteries (Fernsehserie, Episode 1x09)
- 2018: I Still See You – Sie lassen dich nicht ruhen (I Still See You)
- 2019: Project Blue Book (Fernsehserie, Episode 1x08)
- 2019: Spiral
- 2019–2020: The Order (Fernsehserie, 18 Episoden)
- 2020: Motherland: Fort Salem (Fernsehserie, 4 Episoden)
- seit 2022: SkyMed (Fernsehserie)
- 2023: Die Jungs im Boot (The boys in the boat)